# Cueva de Naulette
Las cuevas de Naulette (en francés: Grottes de Naulette) es una gran caverna en la orilla izquierda de Lesse, próxima a su desembocadura en el río Mosa por encima de la ciudad de Dinant, en Bélgica.
Aquí, en 1866 Édouard Dupont descubrió una mandíbula humana imperfecta menor, ahora ubicada en el Museo de Historia Natural de Bruselas, se trata al parecer de una especie de mono. Se encuentra asociada con los restos de mamuts, rinocerontes y renos. El hombre de Naulette ahora se asigna a la época de la cultura musteriense.